# أدلين هاريسون
أدلين هاريسون (19 نوفمبر 1923 - 19 فبراير 2022) كانت سياسية أمريكية خدمت في مجلس مدينة دالاس من عام 1973 إلى عام 1977، وكانت قائمة بأعمال عمدة دالاس في عام 1976. عملت أيضًا مسؤولة إقليمية لوكالة حماية البيئة من 1977 إلى 1981 وكأول رئيس لمجلس النقل السريع لمنطقة دالاس. كانت أول امرأة يهودية تشغل منصب عمدة مدينة أمريكية كبرى. كانت أول عمدة يهودية لدالاس وأول امرأة عمدة. ستتبعها أنيت شتراوس في كلتا الفئتين. هاريسون عضو مجلس المدينة الديمقراطي، خلف ويس وايز في منصب عمدة عندما استقال للترشح لعضوية كونغرس الولايات المتحدة. عملت حتى انتخاب عمدة جديد، روبرت فولسوم في نهاية العام. توفي هاريسون في 19 فبراير 2022 عن عمر ناهز 98 عامًا.